# 偕姓
偕姓為臺灣特有少數姓氏，主要分布於台灣宜蘭、臺東為噶瑪蘭原住民漢化姓氏。據2023年的統計，全台共有710人，全台姓氏人數排名281名。

## 起源
起源有二，一為馬偕到噶瑪蘭行醫傳教，基於同名區分需要建議噶瑪蘭人取漢化姓氏。由馬偕提供漢字參考，部分人以「偕」作為其漢化姓氏。
二為部分噶瑪蘭人因感恩馬偕以其名「偕」作為其漢化姓氏。

## 現代人物
- 偕萬來

## 外部連結
- 偕姓同胞請注意 （页面存档备份，存于）
- 「偕」，一個代表懷念與感恩的姓氏 （页面存档备份，存于）
- 讀宜蘭<偕>.姓歷史-巧遇<偕>.姓家族後裔 （页面存档备份，存于）